# Eriopyga albifusa
Eriopyga albifusa là một loài bướm đêm trong họ Noctuidae.